# Le Caylar
Le Caylar (okzitanisch: Lo Cailar) ist eine französische Gemeinde mit 462 Einwohnern (Stand 1. Januar 2022) im Département Hérault in der Region Okzitanien. Sie gehört zum Arrondissement Lodève und zum Kanton Lodève. Die Einwohner werden Les Caylarains genannt.

## Geographie
Le Caylar grenzt im Norden an La Couvertoirade, im Osten an Le Cros, im Süden an Saint-Félix-de-l’Héras und im Westen an Les Rives.
Die Autobahn A75 führt dicht am Ort vorbei.

## Sehenswürdigkeiten

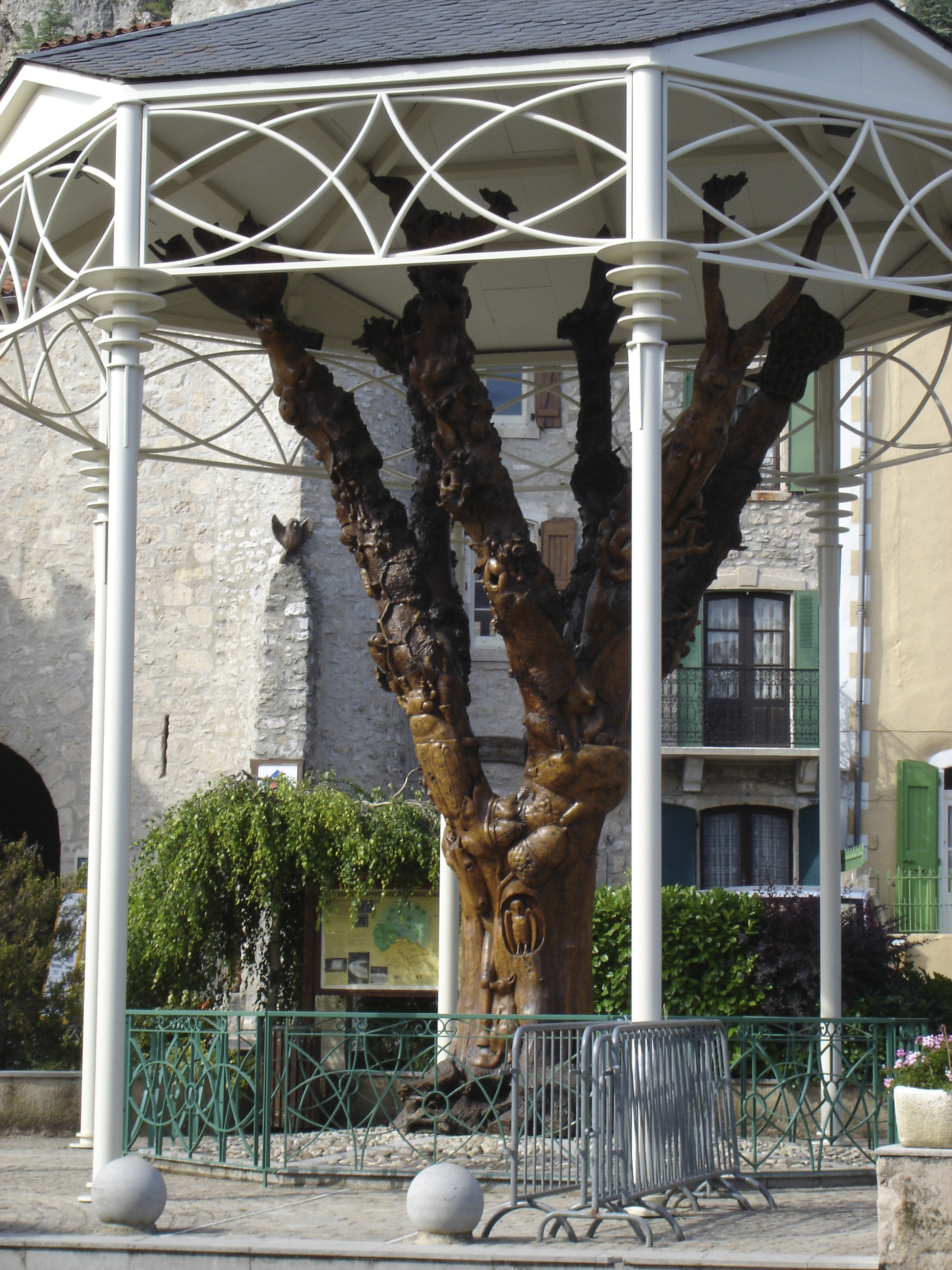
Baumskulptur
In den 1980ern fand in Frankreich ein großes Ulmensterben statt, von dem auch die Dorfulme in Caylar betroffen war. Die Gemeinde beauftragte den Künstler Michel Chevray, aus dem toten Baum eine Skulptur zu schnitzen. In 2000 Arbeitsstunden verewigte er typische Elemente des Plateau de Larzac.

## Bevölkerungsentwicklung
| Bevölkerungsentwicklung | Bevölkerungsentwicklung | Bevölkerungsentwicklung | Bevölkerungsentwicklung | Bevölkerungsentwicklung | Bevölkerungsentwicklung | Bevölkerungsentwicklung | Bevölkerungsentwicklung | Bevölkerungsentwicklung |
| ----------------------- | ----------------------- | ----------------------- | ----------------------- | ----------------------- | ----------------------- | ----------------------- | ----------------------- | ----------------------- |
| Jahr                    | 1968                    | 1975                    | 1982                    | 1990                    | 1999                    | 2006                    | 2017                    |                         |
| Einwohner               | 327                     | 259                     | 295                     | 339                     | 383                     | 433                     | 445                     |                         |